# Krybende benved
Krybende benved (Euonymus fortunei) er en stedsegrøn busk med en fladt krybende eller klatrende og tæt forgrenet vækstform. Hele planten, inklusive frugterne, er giftig.

## Beskrivelse
Barken er grøn, og det bliver den ved med at være meget længe. Gamle grene kan dog få grå og opsprækkende bark. Knopperne sidder modsat, og de er glatte, spidse og lysegrønne. Bladene er ægformede til ovale med rundtakket rand. Oversiden er blank og friskt grøn, mens undersiden er lysegrøn og mat. Enkelte blade farves orangerøde om efteråret. Blomsterne er grønne, og man lægger ikke mærke til dem. Frugterne, derimod, er koralrøde kapsler, der åbner sig i fire klapper, så man kan se ind til de orangerøde kerner. Frøene modner sjældent her i landet.
Rodnettet består af talrige, ret tynde hovedrødder og et tæt net af finrødder.
Højde x bredde og årlig tilvækst: 1 x 3 m (10 x 45 cm/år). Højden bliver dog væsentligt større, hvis busken får lov til at klatre! 4 planter dækker 1 m² på 3 år.

## Hjemsted
Krybende benved vokser som bunddækkende eller klatrende underskov i blandede løvskove og i krat samt på overdrev fra havniveau til 3.400 m højde over størstedelen af Kina og i Indien, Pakistan, Myanmar, Korea, Japan, Sydøstasien og Indonesien. Arten er meget variabel, men foretrækker fugtig, porøs og næringsrig jord.
På øen Lamma i den tidligere, britiske kronkoloni Hongkong findes en åben, blandet skovbevoksning. Her vokser arten sammen med bl.a. Almindelig Ildkrone, almindelig sukkerrør, galæblesumak, guineagræs, hvid morbær, kinesisk elefantgræs, kinesisk liguster, litchi, mango, stillehavsskruepalme, Vitex negundo (en art af kyskhedstræ) og Zanthoxylum avicennae (en art af tandved)

## Varitet og sorter
I handlen findes en varitet af krybende benved, nemlig Euonymus fortunei var. vegetus. Den kendes også under synonymerne E. fortunei var. radicans og E. fortunei f. carrierei. Varieteten udmærker sig ved at være rigt frugtbærende med gule kapsler, der åbner sig i fire klapper og viser de orangerøde frøkapper.
Desuden sælges der nogle sorter af arten under navnene:
- Euonymus fortunei 'Coloratus' (mørkegrønne blade med variabel form og purpurrød høstfarve med lyserød underside)
- Euonymus fortunei 'Dart's Blanket' (mørkegrønne blade og brunrød til bronzebrun høstfarve med purpurrød underside)
- Euonymus fortunei 'Emerald Gaiety' (grønne blade med hvid rand og brunlig høstfarve med lyserød kant)
- Euonymus fortunei 'Emerald 'n' Gold' (mørkegrøn bladmidte med citrongul kant og lyserødt tonet høstfarve)
- Euonymus fortunei 'Gracilis' (grågrøn bladmidte med uregelmæssig, hvid kant og rosenrødt tonet høstfarve)
- Euonymus fortunei 'Minimus' (bittesmå, mørkegrønne blade med hvide bladribber)[4].

## Galleri
- Blade
- Skudbygning
- Blomster
- Frugt
- Vækstform